# Herpetogramma albipennis
Herpetogramma albipennis là một loài bướm đêm trong họ Crambidae.